# 올란드 조약
올란드 조약은 올란드 제도의 비무장화와 중립화에 관한 두 가지 협약을 의미한다.
- 1856년 올란드 조약은 올란드 전쟁 이후 영국과 프랑스를 상대로 크림 전쟁에서 러시아가 패배한 후 1856년 3월 30일에 체결되었다. 러시아는 올란드 제도를 군사화하지 않기로 합의했으며 이는 1856년 파리 조약으로 확인되었다.[1]

그러나 1916년에 러시아인들이 이 섬을 군사화했고, 이는 스웨덴인들을 놀라게 했다.
- 1921년 올란드 조약은 1921년 10월 20일 스웨덴, 핀란드, 독일, 영국, 프랑스, 이탈리아, 덴마크, 폴란드, 에스토니아, 라트비아가 서명했다.